# 龙龙高速铁路
龙龙高速铁路，又称龙龙铁路或双龙铁路，是中华人民共和国的高速铁路。本线东起赣瑞龙铁路龙岩站，西至龙川西站与赣深客运专线接轨，是中国《中长期铁路网规划》高速铁路区域连接线。线路由已运营的龙岩至武平段、梅州西至龙川西段，以及在建的武平至梅州西段三部分组成。

## 分段情况

### 龙岩至武平段
龙龙高铁龙武段又称福建段，于2019年9月28日开工，按国铁I级复线电气化、250km/h标准建设，建设工期4年。线路全长约92.7公里，设有龙岩、古田会址、上杭北、武平4座车站，龙岩至古田会址段利用赣瑞龙铁路，共计28.357km，古田会址至武平段新建正线全长64.336km。
2021年10月30日，龙龙铁路龙岩至武平段首榀箱梁浇筑成功。
2022年1月23日，全线首榀箱梁成功架设，龙岩至武平段正式由线下工程转为线上工程施工阶段。3月26日，福建段第一座3000米以上长大隧道普陀山隧道贯通。7月20日，全线施工难度最高、工艺最为复杂的桥梁，福建段最大跨度连续梁桥，汀江特大桥合龙。9月16日，金玉顶隧道贯通。11月10日，福建段最长隧道双髻山隧道贯通，龙岩至武平段全线3座特长隧道全部贯通。
2023年3月18日，箱梁架设完成。3月26日，开始铺轨。6月15日，龙龙高铁福建段铺轨贯通。7月15日，龙龙高铁福建段进入静态验收阶段。9月20日，福建段顺利完成接触网热滑试验。10月22日，龙岩至武平段正式进入联调联试阶段。11月18日，龙岩至武平段正式进入运行试验阶段。12月26日，龙武段正式开通运营。

### 武平至梅州西段
武平至梅州段，新建正线全长约103km，其中广东省境内约90km，经梅州市蕉岭县、梅县区、梅江区。
2023年3月24日，福建段社会稳定风险分析公众参与公示；3月31日，广东段社会稳定风险分析公众参与公示；6月21日，龙岩至龙川铁路武平至梅州段环境影响评价第一次公示；11月10日，国家发改委批复项目可行性研究报告；12月28日，武平至梅州段正式动工。

### 梅州西至龙川西段
龙龙高速铁路梅州西至龙川西段，又称龙龙铁路广东段、梅龙铁路、梅龙客运专线或梅龙高速铁路。该段位于梅州和河源两市境内，东与既有梅汕铁路相通，西与赣深客运专线相连，全长95.6公里，建设工期4年，总投资166亿元，是广东省首个自行全额投资建设的时速350公里高铁项目，也是支撑梅州、河源两市融入粤港澳大湾区国家发展战略的「重大基础设施项目」。此段于2024年9月14日开通，将承担梅州市至珠三角地区的大部分客流，届时梅州至广州的通行时间将由原来的6小时缩短为1.5个小时。
2019年12月15日，项目先行段在兴宁市动工。2020年6月30日，全线正式开工。
2021年1月1日，梅龙高铁首孔预制箱梁架设成功，正式进入架梁施工阶段。4月9日，五华特大桥箱梁架设任务完成。
2022年3月12日，控制性工程阳进隧道顺利贯通。10月10日，先行段控制性工程梅兴亭隧道贯通，至此兴宁段隧道工程全部贯通。
2023年2月，东江特大桥合龙。8月28日，全长7,377米的全线最长隧道下黄田隧道顺利贯通，标志全线52座隧道全部贯通。11月14日，全线箱梁架设完成。
2024年3月17日，梅龙高铁开始铺轨，并于4月29日完成。5月，梅龙高铁开始接触网静态验收工作。6月8日，线路开始冷滑试验。6月19日，线路完成热滑试验。7月3日，梅龙高铁全线联调联试启动。8月中旬，线路开始运行试验。
2024年8月末，线路相继通过初步验收及运营安全评估。9月14日，梅龙高铁正式开通运营。